# سوآوا پژیبیلسکا
سوآوا پژیبیلسکا (انگلیسی: Sława Przybylska-Krzyżanowska؛ زادهٔ ۲ نوامبر ۱۹۳۲) بازیگر و خواننده اهل لهستان است.
از فیلم‌ها یا برنامه‌های تلویزیونی که وی در آن نقش داشته‌است، می‌توان به جادوگران بی‌گناه اشاره کرد.